# Принія афро-азійська

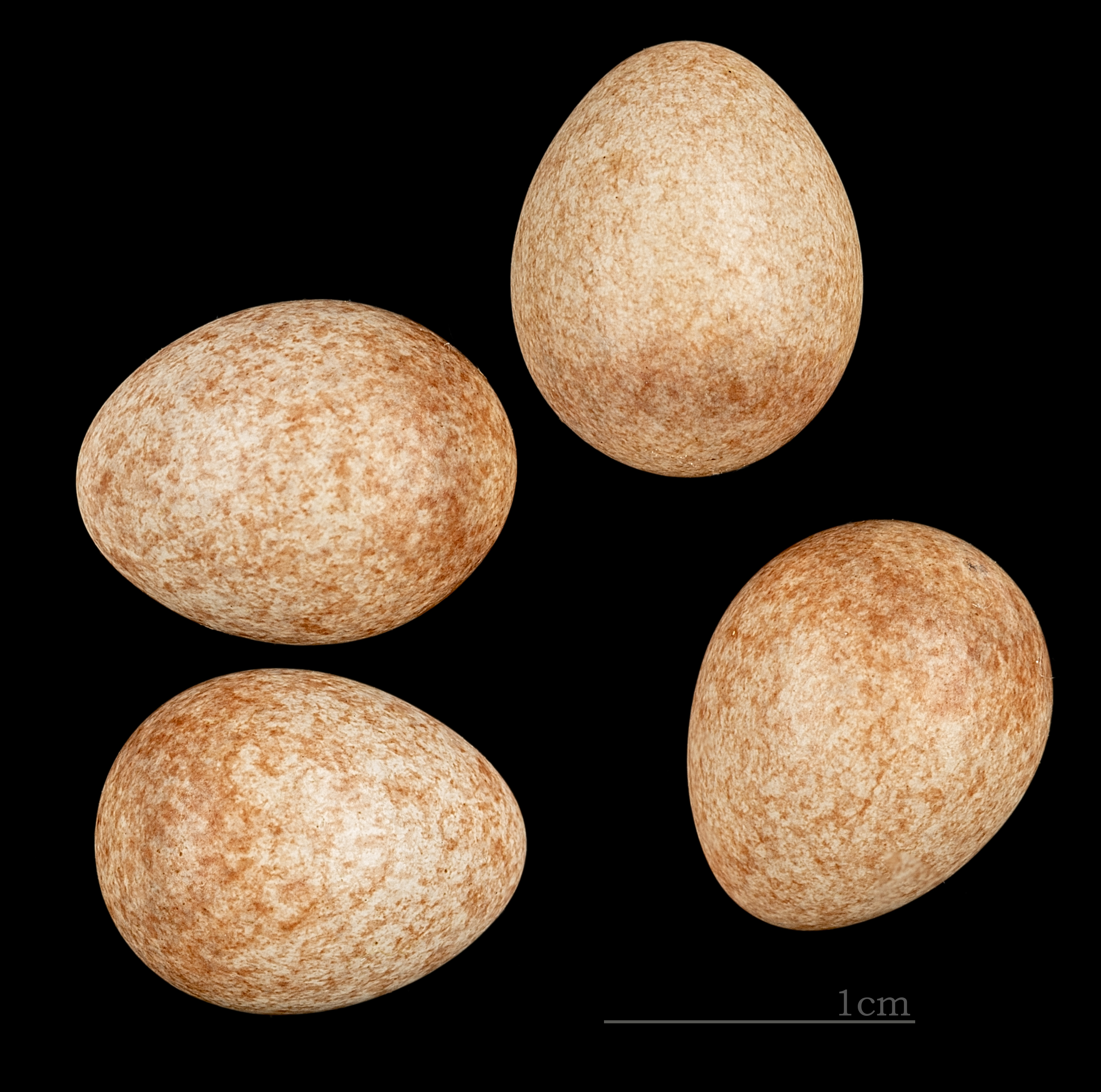
Яйця афро-азійської принії (підвид P. g. palaestinae, Тулузький музей)

Принія афро-азійська (Prinia gracilis) — вид горобцеподібних птахів родини тамікових (Cisticolidae). Мешкає в Африці і Азії.

## Опис
Довжина птаха становить 10-11 см, вага 7 г. Виду не притаманний статевий диморфізм. Верхня частина тіла сіра, поцяткована коричневими плямками. Нижня частина тіла білувата з палевим відтінком, боки охристі. Крила короткі, округлі, хвіст довгий, стернові пера знизу смугасті, сіро-білі. Дзьоб чорний. Під час сезону розмноження верхня частина тіла темніша, бурувата, поза сезоном розмноження верхня частина тіла світліша, смужки на ній менш помітні, боки більш охристі, а дзьоб світліший.

## Таксономія
Вид був описаний в 1823 році німецьким дослідником Мартіном Гінріхом Ліхтенштайном. Початково птах був віднесений до роду Кропив'янка (Sylvia).

### Підвиди
Виділяють сім підвидів:
- P. g. natronensis Blyth, 1847 — Ваді-Натрун, Єгипет;
- P. g. deltae Walden, 1867 — від дельти Нілу до західного Ізраїлю;
- P. g. gracilis (Riley, 1940) — долина Нілу від Південного Судану до Каїру;
- P. g. ashi Deignan, 1942 — узбережжі Червоного моря від Судану до Сомалі;
- P. g. yemenensis Deignan, 1942 — захід Саудівської Аравії, Ємен, південний Оман;
- P. g. hufufae Deignan, 1942 — північний схід Саудівської Аравії і Бахрейн;
- P. g. palaestinae Deignan, 1942 — від південної Сирії до північного заходу Саудівської Аравії.

В 2021 році за результатами молекурярно-генетичного дослідженні низка підвидів, яких раніше відносили до афро-азійської принії були виділені в окремий вид Prinia lepida.

## Поширення і екологія
Афро-азійські принії мешкають в Сомалі, Еритреї, Ефіопії, Джибуті, Судані, Південному Судані, Єгипті, Ізраїлі, Йорданії, Лівані, Саудівській Аравії, Ємені, Омані і Бахрейні. Вони живуть в сухих і вологих чагарникових заростях, тамариксових заростях, прибережних очеретяних і ситникових заростях. Це осілий вид птахів.

## Поведінка
Це переважно комахоїдні птахи. В Еритреї гніздування відбувається з грудня по січень. Гніздо розміщується у високій траві або невисоких чагарниках. В кладці 3-5 яєць. Насуджують яйця і самецт, і самиця, інкубаційний період триває 12 днів. Пташенята залишаються в гнізді 13-14 днів.